# Андреевка (Ярмолинецкий район)
Андре́евка (укр. Андріївка) — село в Ярмолинецком районе Хмельницкой области Украины.
Население по переписи 2001 года составляло 92 человека. Почтовый индекс — 32102. Телефонный код — 3853. Занимает площадь 1 км². Код КОАТУУ — 6825888603.

## Местный совет
32162, Хмельницкая обл., Ярмолинецкий р-н, с. Тарасовка